# Curtiss R3C-2
Die Curtiss R3C-2 war ein US-amerikanisches Wasserflugzeug, das zur Teilnahme an der Schneider-Trophy gebaut wurde.

## Geschichte
Zwei Exemplare wurden für die US Navy gebaut (BuA. 6978 und 6979), eine weitere Maschine (BuA. 7054) wurde vom US Army Air Service beauftragt. Die Typkennung „R“ wurde von der US Navy von 1922 bis 1928 für Rennflugzeuge verwendet (siehe auch Bezeichnungssystem für Luftfahrzeuge der US Navy von 1922 bis 1962). Die R3C wurde formal in die Sequenz der US-Navy-Jagdflugzeuge unter der „Papierbezeichnung“ F3C eingereiht.
Es handelte sich um einen einsitzigen Doppeldecker mit zwei Schwimmern des Herstellers Curtiss Aeroplane and Motor Company Incorporated. (Die R3C-1 war die entsprechende Landversion des gleichen Modells und gewann am 12. Oktober 1925 das Pulitzer Trophy Air Race mit 406,5 km/h.)
Die Schneider-Trophy 1925 fand am 26. Oktober in Baltimore, USA statt. Der Pilot James Doolittle des USAAC errang mit 374,274 km/h den ersten Platz. Die beiden anderen R3C-2 der US Navy, mit den Piloten George Cuddihy und Ralph Oftsie, erreichten das Ziel nicht.
Am nächsten Tag flog Doolittle mit der Maschine auf einem geraden Kurs mit 395,4 km/h einen neuen Weltrekord.
Zur nächsten Schneider-Trophy, die am 13. November 1926 stattfand, wurde der Motor weiter verbessert, und die R3C-2 erreichte mit Pilot Christian Franck Schilt mit 372,34 km/h den zweiten Platz.

## Technische Daten
| Kenngröße             | Daten                                  |
| --------------------- | -------------------------------------- |
| Besatzung             | 1                                      |
| Länge                 | 6,71 m                                 |
| Spannweite            | 6,71 m                                 |
| Höhe                  | 3,15 m                                 |
| Flügelfläche          | 13,38 m²                               |
| Leermasse             | 968 kg                                 |
| Startmasse            | 1242 kg                                |
| Höchstgeschwindigkeit | 394 km/h                               |
| Reichweite            | 467 km bei Vmax                        |
| Triebwerk             | ein Curtiss V-1400 mit 565 PS (416 kW) |